# Michelle Larcher de Brito
Pour les articles homonymes, voir Larcher et Brito.
Micaela Larcher de Brito ou Michelle Brito, née le 29 janvier 1993 à Lisbonne, est une joueuse de tennis portugaise, professionnelle entre 2007 et 2018.

## Biographie
Le père de Michelle Larcher de Brito, Antonio, est né en Angola, puis a émigré en Afrique du Sud au moment de la Révolution des Œillets. C'est là qu'il a rencontré Caroline, avec qui il a eu trois enfants : Micaela et les jumeaux Sebastião et Sergio. Les parents se sont ensuite installés à Lisbonne avant de tout quitter pour Bradenton en Floride et l'académie de Nick Bollettieri que Michelle a intégrée à neuf ans.

## Carrière tennistique
Michelle Larcher de Brito a commencé le tennis à l'âge de quatre ans et se révèle dix ans plus tard au grand public lors du prestigieux Open de Miami, en mars 2007, alors qu'elle est professionnelle depuis un mois. Au premier tour, détentrice d'une wild card, elle crée la surprise en s'imposant face à l'Américaine Meghann Shaughnessy, classée 43e à la WTA sur le score de 3-6, 6-2, 7-6. Elle devient ainsi la deuxième plus jeune joueuse de l'histoire du tournoi à remporter un match (après Jennifer Capriati) et la première Portugaise à engranger une victoire face à une joueuse du top 50, et ce sans posséder de classement WTA. Au tour suivant, elle s'incline avec les honneurs face à Daniela Hantuchová, en deux sets. Le 9 décembre, à l'âge de 14 ans et 10 mois, elle remporte le titre officieux de championne du monde junior à l'Orange Bowl, en battant Melanie Oudin qui restait sur une série de 27 victoires consécutives. Elle est la deuxième plus jeune à s'adjuger le tournoi après la Tchèque Nicole Vaidišová.
Elle confirme son potentiel en battant Ekaterina Makarova puis Agnieszka Radwańska (tête de série no 17) lors du deuxième tour de l'Open de Miami 2008. Elle atteint aussi les huitièmes de finale de la Rogers Cup. En 2009, elle compte pour unique résultat notable un 3e tour à Roland-Garros pour sa première apparition dans le tableau d'un tournoi du Grand Chelem. Elle n'obtient pas de résultat probant au cours de la saison 2010, ce qui l'oblige à retourner sur le circuit ITF en 2011, année marquée par deux titres à Rancho Santa Fe et Bayamón.
En juin 2013, à Wimbledon, elle revient sur le devant de la scène où elle parvient à sortir Maria Sharapova au second tour, après s'être extirpée des qualifications. Elle réalise une performance semblable l'année suivante, parvenant cette fois-ci à écarter Svetlana Kuznetsova au premier tour. En 2015, elle abandonne le tournoi lors des qualifications puis s'absente des courts pendant près de sept mois. Son dernier match officiel remonte à mars 2018. Elle est désormais entraîneur de tennis en Floride et travaille également dans le secteur immobilier

## Parcours en Grand Chelem

### En simple dames
| Année | Open d'Australie | Open d'Australie | Internationaux de France | Internationaux de France | Wimbledon       | Wimbledon       | US Open         | US Open         |
| ----- | ---------------- | ---------------- | ------------------------ | ------------------------ | --------------- | --------------- | --------------- | --------------- |
| 2009  | -                | -                | 3e tour (1/16)           | Aravane Rezaï            | 2e tour (1/32)  | F. Schiavone    | 2e tour (1/32)  | Li Na           |
| 2010  | -                | -                | -                        | -                        | 1er tour (1/64) | Serena Williams | 1er tour (1/64) | Sania Mirza     |
| 2013  | 1er tour (1/64)  | E. Makarova      | -                        | -                        | 3e tour (1/16)  | Karin Knapp     | 2e tour (1/32)  | Maria Kirilenko |
| 2014  | -                | -                | 1er tour (1/64)          | Julia Görges             | 3e tour (1/16)  | A. Radwańska    | -               | -               |

À droite du résultat, l’ultime adversaire.

## Parcours en «Premier Mandatory» et «Premier 5»
Les tournois WTA « Premier Mandatory » et « Premier 5 » constituent les catégories d'épreuves les plus prestigieuses, après les quatre levées du Grand Chelem.

### En simple dames
| Année |              | Premier Mandatory            | Premier Mandatory          | Premier Mandatory | Premier Mandatory |       | Premier 5 | Premier 5 | Premier 5  | Premier 5                    | Premier 5 | Premier 5 | Premier 5 |
| Année | Indian Wells | Miami                        | Madrid                     | Pékin             |                   | Dubaï | Rome      | Canada    | Cincinnati |                              | Tokyo     |           |           |
| Année | Indian Wells | Miami                        | Madrid                     | Pékin             |                   | Doha  | Rome      | Canada    | Cincinnati |                              | Wuhan     |           |           |
| Année | Indian Wells | Miami                        | Madrid                     | Pékin             |                   |       | Rome      | Canada    | Cincinnati |                              |           |           |           |
| 2009  |              | 1er tour (1/64) U. Radwańska |                            |                   |                   |       |           |           |            |                              |           |           |           |
| 2010  |              | 1er tour (1/64) A. Dulgheru  | 1er tour (1/64) S. Cîrstea |                   |                   |       |           |           |            |                              |           |           |           |
| 2012  |              |                              |                            |                   |                   |       |           |           |            | 1er tour (1/32) Simona Halep |           |           |           |
| 2013  |              | 1er tour (1/64) A. Dulgheru  |                            |                   |                   |       |           |           |            |                              |           |           |           |
| 2014  |              | 1er tour (1/64) Ka. Plíšková |                            |                   |                   |       |           |           |            |                              |           |           |           |

Sous le résultat, l’ultime adversaire.

## Classements WTA
| Année          | 2007 | 2008 | 2009 | 2010 | 2011 | 2012 | 2013 | 2014 | 2015 | 2016 | 2017 |
| Rang en simple | 312  | 124  | 116  | 205  | 173  | 116  | 109  | 127  | 217  | 233  | 346  |

Source : (en) Classements de Michelle Larcher de Brito sur le site officiel de la Fédération internationale de tennis